# Carinatae

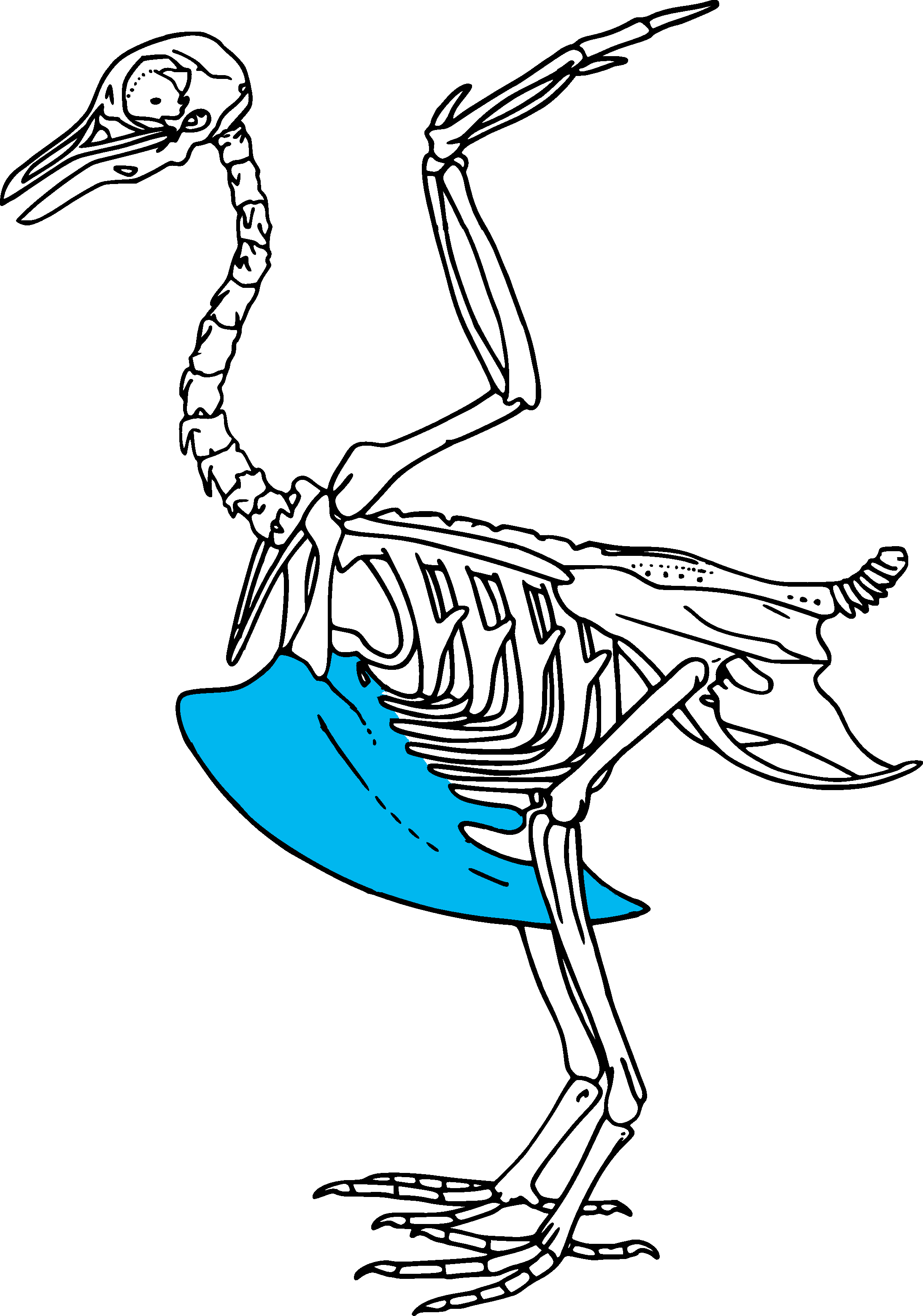
Скелет голуба (синім кольором позначено кіль)

Carinatae — це група всіх птахів та їхніх вимерлих родичів, які мають кіль, або «carina», на нижній стороні грудини, який використовується для закріплення великих літальних м'язів.

## Класифікація
Традиційно Carinatae визначалися як усі птахи, у яких грудина (грудна кістка) має кіль, «carina». Кіль — це потужний серединний гребінь, що проходить по всій довжині грудини. Це важлива зона для прикріплення літальних м'язів. Отже, всі летючі птахи мають яскраво виражений кіль. Птахи, що не літають, не мають сильного кіля. Так живі птахи були розділені на тих, що літають (Carinatae) і тих, що не літають (Ratite). Однак філогенетика вказує на те, що деякі птахи, що не літають походять безпосередньо від звичайних летючих птахів. Приклади включають какапо, нелетючих папуг, і додо з родини голубових.
Починаючи з 1980-х років Carinatae було дано кілька філогенетичних визначень. Перший був як клада на основі вузлів, що об'єднує іхтіорніса з сучасними птахами. Однак у багатьох аналізах це визначення було б синонімом більш широко вживаної назви Ornithurae. Альтернативне визначення було надано в 2001 році, назвавши Carinatae кладою на основі апоморфії, яка визначається наявністю кілюватої грудини.
Найпримітивнішим відомим родичем птахів із кілеподібною грудиною є конфуціусорніс. Хоча деякі екземпляри цього птаха мають плоскі грудні кістки, деякі мають невеликий виступ, який міг підтримувати хрящовий кіль.